# Shigetada Nakanishi

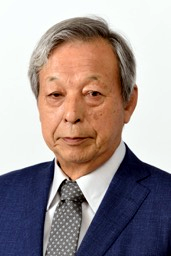
Shigetada Nakanishi

Shigetada Nakanishi (japanisch 中西 重忠, Nakanishi Shigetada; * 7. Januar 1942 in Ōgaki)  ist ein japanischer Biochemiker und Neurowissenschaftler.

## Leben und Wirken
Nakanishi studierte Medizin an der Universität Kyōto mit dem M.D.-Abschluss 1966 und der anschließenden Promotion in Biochemie (Ph.D.) 1974, nach einem Aufenthalt 1971 bis 1974 am Labor für Molekularbiologie des National Cancer Institute der National Institutes of Health (bei Ira Pastan), wo er die gerade im Entstehen begriffenen rekombinanten DNA-Techniken erlernte und danach auf die Untersuchung von neuronalen Transmittersubstanzen und Hormonen anwandte. Nach seiner Rückkehr nach Japan entdeckte er mehrere Familien solcher Transmitter-Substanzen. Ab 1974 war er Associate Professor in der Abteilung Medizinische Chemie der Universität Kyoto, wurde dort 1981 Professor in der Fakultät für Biologie der Medizinischen Hochschule und 1999 Professor in der Abteilung Molekulare und System-Biologie. 2000 bis 2002 war er Dekan der Medizinischen Fakultät der Universität Kyōto. 2005 emeritierte er. Er war danach Direktor des Osaka Bioscience Institute.
Nakanishi entwickelte eine neuartige Technik, die es ermöglichte, Rezeptoren für verschiedene (neuronale) Transmitter in Froscheiern zu klonen. Die m-RNA für den Rezeptor aus dem Gehirn wurde von ihm in die Froscheizelle eingebaut und mit Hilfe elektrophysiologischer Messungen die Existenz des transkribierten Rezeptors in der Zellmembran nachgewiesen. Unter anderem konnte er so Glutamat-Rezeptoren des Nervensystems untersuchen und die Rolle der verschiedenen Rezeptoren in der Verarbeitung von Sinneswahrnehmung zum Beispiel im visuellen System und Geruchssystem, aber auch bei Bewegungskoordination und Gedächtnis. Seine Technik zur Identifizierung und Purifizierung fand auch Anwendung in der Entwicklung neuer Medikamente.
Zum Studium der funktionalen Rolle der Rezeptoren entwickelte er auch eine Technik aus der Krebsforschung von Ira Pastan weiter (Cell Ablation), bei der Antikörper gegen einen Rezeptor verwendet werden gekoppelt mit einem Toxin, dass die zugehörigen Zellen abtötet.
1987 erhielt er den Takeda-Medizinpreis, 2007 den Gruber-Preis für Neurowissenschaften, 1995 den Bristol-Myers-Squibb Award for Distinguished Achievement in Neuroscience Research, 1996 den Keio Medical Science Prize (mit Stanley Prusiner), 1997 den Kaiserlichen Preis der Japanischen Akademie der Wissenschaften und 2006 wurde er zur Person mit besonderen kulturellen Verdiensten ernannt. Er ist Mitglied der Japanischen Akademie der Wissenschaften (2009) und auswärtiges Mitglied der National Academy of Sciences (2000) und der American Academy of Arts and Sciences (1995). 2015 wurde er mit dem Kulturorden geehrt.